# Apomecynoides senegalensis
Apomecynoides senegalensis är en skalbaggsart som beskrevs av Stefan von Breuning 1950. Apomecynoides senegalensis ingår i släktet Apomecynoides och familjen långhorningar.
Artens utbredningsområde är Senegal. Inga underarter finns listade i Catalogue of Life.